# Archikatedra św. Dawida w Cardiff
Archikatedra św. Dawida w Cardiff, znana również jako Katedra Metropolitarna św. Dawida (ang. St David's Cathedral Cardiff) – katedra rzymskokatolicka w Cardiff, stolicy Walii. Jest główną świątynią archidiecezji Cardiff.
Została wybudowana w latach 1839–1842, konsekrowana w 1842. Jest dwuwieżowa, reprezentuje styl neogotycki. Godność katedry otrzymała w 1916. Została zniszczona w wyniku bombardowania w 1941. Po gruntownej odbudowie, ponownie otwarta w 1959. Mieści się przy ulicy Charles Street. Jest jedną z trzech katolickich katedr w Wielkiej Brytanii, przy których działa szkoła chóralna.